# Hetman

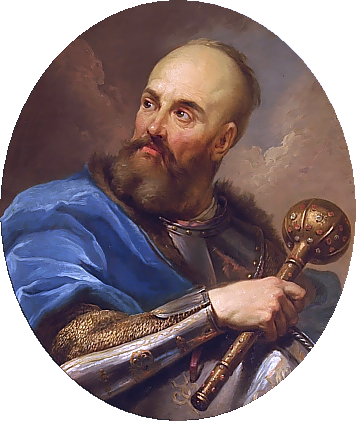
Hetman Stanisław Rewera Potocki (mal. Marcello Bacciarelli, 1781)

Hetman (od czes. hejtman) – tytuł wojskowy rozpowszechniony na terenie Europy Wschodniej i Środkowej. W kontekście wojsk polsko-litewskich oznaczał najwyższych dowódców stałych (kwarcianych) w przedrozbiorowej Rzeczypospolitej od XV wieku do 1795 roku. Formalnie nie podlegały mu wojska pospolitego ruszenia ani rejestrowe kozackie, podporządkowane własnemu dowodzeniu (regimentarze, atamani). 

## Etymologia
Słowo hetman i jego odpowiedniki we współczesnym języku polskim, czeskim, ukraińskim i rumuńskim, mają pierwotny łaciński, zaś wtórnie niemiecki źródłosłów. Postać pierwotna pochodzi od łacińskiego capitaneus, przyjętego przez barbarzyńców na wczesnym etapie w opanowanych przez Rzymian prowincjach germańskich. Za językiem czeskim (hejtman), skąd została przejęta, wyprowadza się ją od średnio-wysoko-niemieckiego heubetman (gdzie heubet, od łacińskiego caput, to „główny” lub „głowa”, man to człowiek/mężczyzna), lub też od dolnoniemieckiego hōd-man o podobnym znaczeniu. Wyrażeń tych używano w sensie „dowódca oddziału zbrojnego”. Współcześnie, w armiach państw niemieckojęzycznych Hauptmann to określenie rangi wojskowej odpowiadającej kapitanowi.

## Hetmani w Czechach
Podczas wojen husyckich słowem hetman (hejtman) określano dowódcę taborytów. Pierwszym ich hetmanem został w 1420 roku Jan Žižka. Poza nim taboryci mieli jeszcze trzech innych hetmanów, lecz Žižkę uważano za zwierzchnika pozostałych.
Po reformie administracyjnej roku 2000 w Czechach, dzielącej państwo na kraje (odpowiednik polskiego województwa), określenie to odnosi się do szefa samorządowej administracji lokalnej „kraju” (krajský hejtman) i w przybliżeniu jest odpowiednikiem współczesnego polskiego wojewody.

## Hetmani w Polsce
Słowo hetman (do XV wieku capitaneus, etman) początkowo oznaczało kapitana lub rotmistrza ustanowionego przez króla. Król mianował również hetmana generalnego i nadwornego, mógł ich też z miejsca dymisjonować. Od końca XVI wieku funkcja ta stała się dożywotnią. Od tego stulecia słowo to oznaczało już wodza naczelnego (łac. dux exercituum). Powstał wówczas stały urząd hetmana koronnego i litewskiego jako najwyższego dowódcy polskich i litewskich sił zbrojnych w okresie Rzeczypospolitej Obojga Narodów.
Początkowo tytuł hetmana nadawany był osobie, która w imieniu króla dowodziła całością lub częścią wojsk. Stanowisko to pierwotnie nadawano tylko na czas wojny lub kampanii, lecz od 1581 zapoczątkowano praktykę mianowania dożywotnich hetmanów sprawujących całość funkcji administracyjnych i dowódczych. W wielu przypadkach monarcha przejmował na siebie obowiązki dowódcze, a hetman pozostawał wówczas jego pierwszym podkomendnym.
Zewnętrzną oznaką godności hetmańskiej była buława oraz znak hetmański lub buńczuk.
Do kompetencji hetmana należało organizacja zawodowej siły zbrojnej, zaciąg wojsk najemnych oraz pospolitego ruszenia. Do przywilejów hetmanów należało mianowanie niższych dowódców, wyznaczanie leż dla oddziałów, kontrolowanie wydatków na wojsko i dozorowanie wypłaty żołdu. Posiadał on także władzę sądowniczą nad wojskiem, a wydawane przez niego przepisy prawne (artykuły) uznawane były na równi z uchwałami Sejmu; miał też możność wspomagania swych podwładnych w procesach sądowych poprzez wydawanie tzw. egzempcji wojskowych.
Hetman miał również obowiązek wysłuchiwania skarg osób cywilnych pokrzywdzonych przez żołnierzy i ustanawiania zadośćuczynienia. Najistotniejszym jednak jego obowiązkiem było planowanie i przeprowadzanie operacji wojskowych. Podczas działań wojennych co wieczór wydawał dla oddziałów hasło, dzięki czemu utrudniano szpiegostwo w szeregach wojska. Posiadał także pewne uprawnienia w zakresie polityki zagranicznej, w szczególności wobec krajów wschodnich, takich jak Turcja, Chanat Krymski, Mołdawia i Wołoszczyzna.
Jakkolwiek hetmanowi nie podlegały oddziały nadworne, gwardia królewska, siły zbrojne wystawiane przez miasta, powiaty i województwa, oraz prywatne oddziały magnatów, to jednak często dobrowolnie mu się one podporządkowywały podczas wojen.
W końcu XVI wieku funkcja hetmana stała się dożywotnią i została podzielona na dwie osobne o wyodrębnionych kompetencjach: 
- hetmana wielkiego, który w czasie pokoju pozostawał przy dworze, zajmując się ogólną administracją i strzegąc interesów wojska.
- hetmana polnego, który zazwyczaj przebywał w polu z niewielkimi oddziałami operacyjnymi, strzegąc granic (w szczególności na wschodzie, gdzie były najbardziej zagrożone), a jednocześnie prowadząc doraźne działania zbrojne. Podlegał on hetmanowi wielkiemu.
Oba stanowiska istniały niezależnie dla Korony (hetman wielki koronny) i Litwy (hetman wielki litewski).

W swej pracy hetman wspomagany był przez sztab, w którego skład wchodzili:
- pisarz polny – odpowiedzialny za kancelaria i finanse
- strażnik – odpowiedzialny za bezpieczeństwo
- oboźny – organizacja obozów, taborów i transportu
- szpitalny – służba zdrowia
- profos – wymiar sprawiedliwości
- brabanmajster – służba tyłów

Hetmanowi podlegały wszystkie rodzaje wojsk lądowych, wyłączona spod jego dowództwa była tylko flota. Hetman dowodził:
- artylerią i wojskami inżynieryjnymi (za pośrednictwem generała artylerii)
- kawalerią
- piechotą

Jeśli z określonych powodów hetman nie był w stanie sprawować swej funkcji (np. wskutek dostania się do niewoli), na czas jego nieobecności funkcje hetmańskie sprawował regimentarz, czasowo posiadający analogiczne uprawnienia.
Od 1579 tytuł hetmana stał się dożywotnim.
Począwszy od połowy XVIII wieku nastąpił kryzys instytucji hetmana. Słabość armii Rzeczypospolitej i brak zaangażowania w sprawy międzynarodowe spowodował brak zapotrzebowania na wybitne osobistości. Z drugiej strony prestiżowe i wpływowe stanowisko stało się przedmiotem tarć i konfliktów pomiędzy rywalizującymi ze sobą rodami magnackimi.
Władza hetmanów została uszczuplona po powołaniu Departamentu Wojskowego Rady Nieustającej w 1776 roku. Hetman wielki wprawdzie ustanowiony został jego przewodniczącym, wykonawczo musiał być jednak podporządkowany decyzjom Rady.

### Hetmani koronni i litewscy
- Hetmani wielcy koronni
- Hetmani wielcy litewscy
- Hetmani polni koronni
- Hetmani polni litewscy

### Hetmani naUkrainie

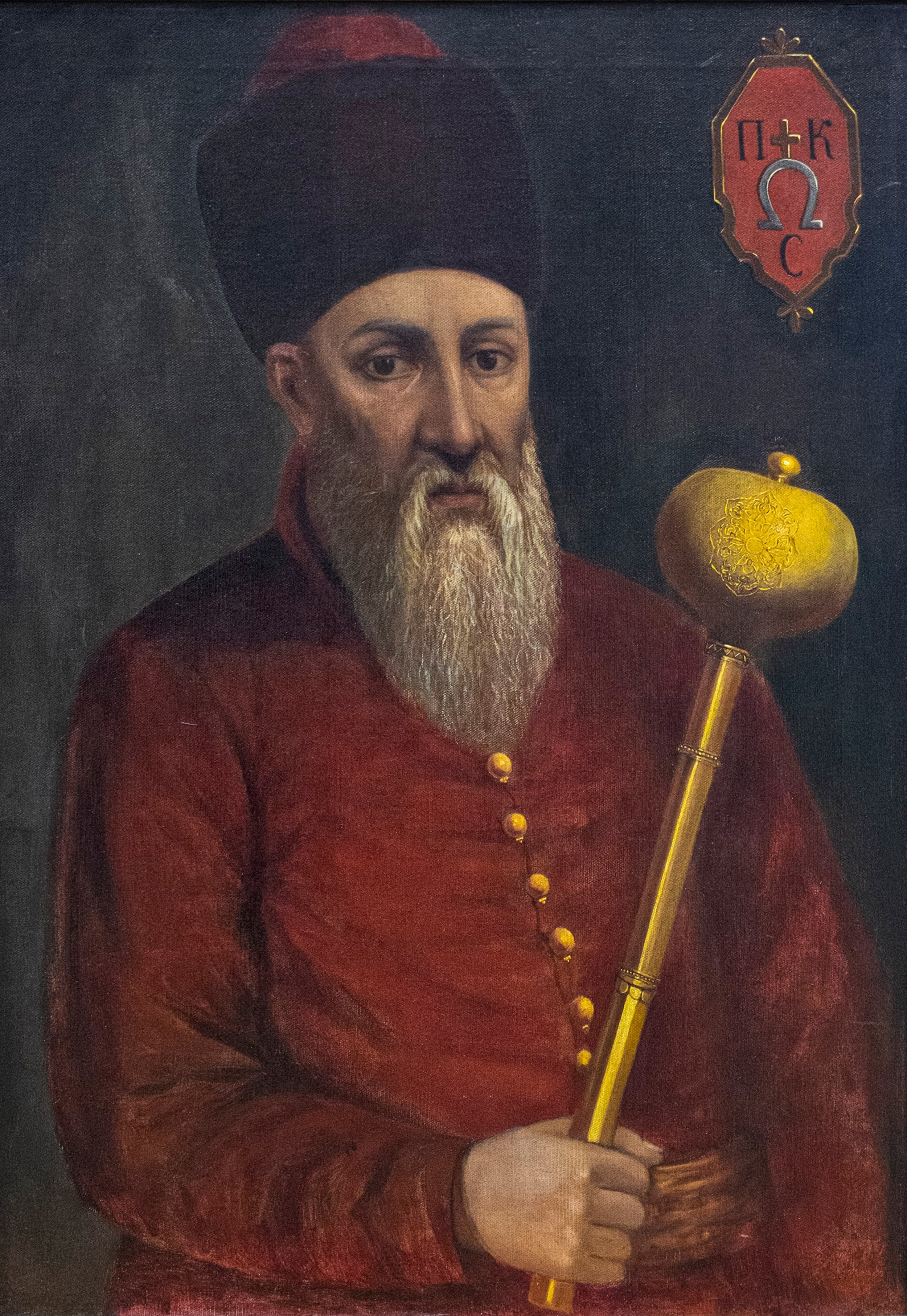
Kozacki hetman Petro Sahajdaczny (mal. Hawryło Wasko, ok. poł. XIX w.)

Określenia „hetman” (ukr. гетьман) w odniesieniu do naczelników wojsk rejestrowych będących na żołdzie Rzeczypospolitej używali także Kozacy, choć nie stosowali tej tytulatury w oficjalnej korespondencji z instytucjami Rzeczypospolitej, a jedynie określenie „starszy Jego Królewskiej Mości wojska zaporoskiego”. Hetmani kozaccy sprawowali nadzór nad podległymi im kozakami rejestrowymi za pośrednictwem atamanów.
Hetmanami ogłaszali się również naczelnicy powstań kozackich. Jeden z nich, Bohdan Chmielnicki, początkowo nie odważył się w korespondencji tytułować „hetmanem” i określał się jako „starszy”, a zgodę na używanie tego tytułu otrzymał dopiero w postanowieniach ugody zborowskiej z 1649 roku (co potwierdzono mu w zapisach unii hadziackiej, która jednak w pełni nie weszła w życie). Pozycja następców Chmielnickiego nie była już tak wysoka, zwłaszcza po podziale Naddnieprza i ustanowieniu dwóch urzędów hetmańskich – dla Ukrainy prawo- i lewobrzeżnej. Tytuł hetmański został tam ostatecznie zniesiony w 1764 roku.
Nawiązując do historii kozactwa, w 1918 roku (czasach istnienia tzw. Hetmanatu) Pawło Skoropadski ogłosił się hetmanem Ukrainy.